# جان ماكنيل
جان ماكنيل (بالإنجليزية: Jean McNeil)‏ (1968)؛ روائية كندية.